# Utricularia cymbantha
Utricularia cymbantha är en tätörtsväxtart som beskrevs av Friedrich Welwitsch och Oliver. Utricularia cymbantha ingår i släktet bläddror, och familjen tätörtsväxter. Inga underarter finns listade i Catalogue of Life.